# Debora Caprioglio
Debora Caprioglio, all'anagrafe Deborah Caprioglio (Mestre, 3 maggio 1968), è un'attrice e showgirl italiana.

## Biografia

### Esordi

Debora Caprioglio e Tinto Brass in uno scatto di scena sul set del film Paprika (1991)

A diciassette anni vinse il concorso Un volto per il cinema e poco dopo fu notata dall'attore e regista Klaus Kinski, del quale divenne fidanzata e che la lanciò nel mondo del cinema inizialmente come comparsa non accreditata in Nosferatu a Venezia (1988), di Augusto Caminito, per poi farla debuttare nello stesso anno come protagonista, al suo fianco, in Grandi cacciatori, sempre di Caminito, e Kinski Paganini (1989), rivisitazione della vita del celebre violinista da lui anche diretta, presentato tra mille polemiche al Festival di Cannes.

### Successo
Nel 1989 fu tra le protagoniste del remake de La maschera del demonio diretto da Lamberto Bava e, dopo la fine del fidanzamento con Kinski, fu Tinto Brass a farla conoscere definitivamente al grande pubblico affidandole la parte della protagonista nel film erotico Paprika (1991). Fu anche la protagonista dello spettacolo teatrale Lulu diretto dallo stesso Brass, in sostituzione di Mariangela D'Abbraccio. Nello stesso anno condusse un programma in seconda serata, Conviene far bene l'amore, trasmesso da TivuItalia, e presentò su Canale 5 con Luca Barbareschi la gara canora Sapore di mare.
Dopo il thriller erotico Spiando Marina di Sergio Martino e il comico Saint Tropez - Saint Tropez di Castellano e Pipolo (entrambi girati nel 1992), Debora Caprioglio cambiò totalmente registro e nel 1994, interpretando un ruolo drammatico in Con gli occhi chiusi di Francesca Archibugi, decise di abbandonare l'immagine della ragazza prosperosa e sensuale. Dopo Albergo Roma (1996), di Ugo Chiti, abbandonò il cinema per dedicarsi al teatro (al fianco di Mario Scaccia, Franco Branciaroli, Mariano Rigillo e Corrado Tedeschi) e alla televisione, recitando in numerose miniserie e film TV.

### Dagli anni 2000

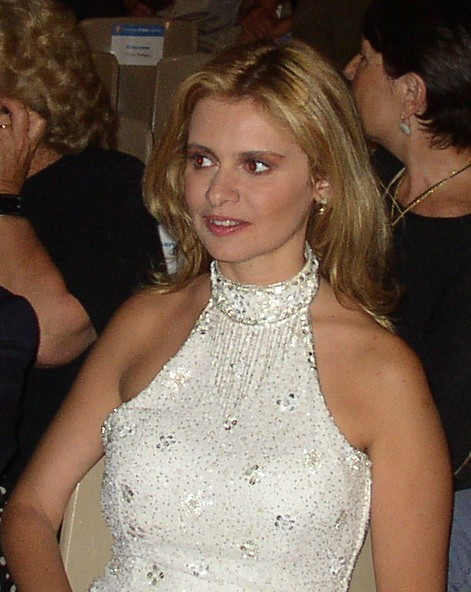
Debora Caprioglio nel 2003

Dal 2003 al 2006 ha partecipato a Buona Domenica di Maurizio Costanzo su Canale 5, inizialmente come ospite fisso e in seguito come co-conduttrice. Sempre nel 2006 ha condotto il programma Afrodite su Alice Home TV, mentre nel 2007 ha partecipato come concorrente alla quinta edizione del reality show L'isola dei famosi, in onda su Rai 2, classificandosi al secondo posto con il 25% dei voti. Nello stesso anno è tra i protagonisti di Morte di un confidente, film tv della serie Crimini diretto dai Manetti Bros., mentre nel 2009 recita in un episodio della terza stagione della serie tv I Cesaroni. Il 7 settembre 2008 si è sposata con l'attore e regista Angelo Maresca, mentre nel 2010 ha aderito all'Alleanza di Centro, diventandone responsabile nazionale per la cultura e lo spettacolo.
Nel 2012 è tra i protagonisti del cinepanettone campione d'incassi Colpi di fulmine, diretto da Neri Parenti, e di Questo nostro amore, serie televisiva in onda su Rai 1 diretta da Luca Ribuoli, dove recita a fianco a Neri Marcorè e Anna Valle: prende parte anche alla seconda stagione della fiction nel 2014, ma solo per un episodio. Nello stesso anno è nel cast di due produzioni cinematografiche: Il pretore, di Giulio Base, e La nostra terra, di Giulio Manfredonia. Nell'estate del 2015 è la protagonista della miniserie trasmessa da Rai Premium Isola Margherita, girata nel 1993 ma rimasta inedita per 22 anni. Nel 2016 è nel cast del film-documentario Un'avventura romantica, diretto da Davide Cavuti. Il 6 gennaio 2018 va in scena al Teatro Vertigo della città di Livorno con il suo monologo autobiografico Debora's Love.

## Vita privata

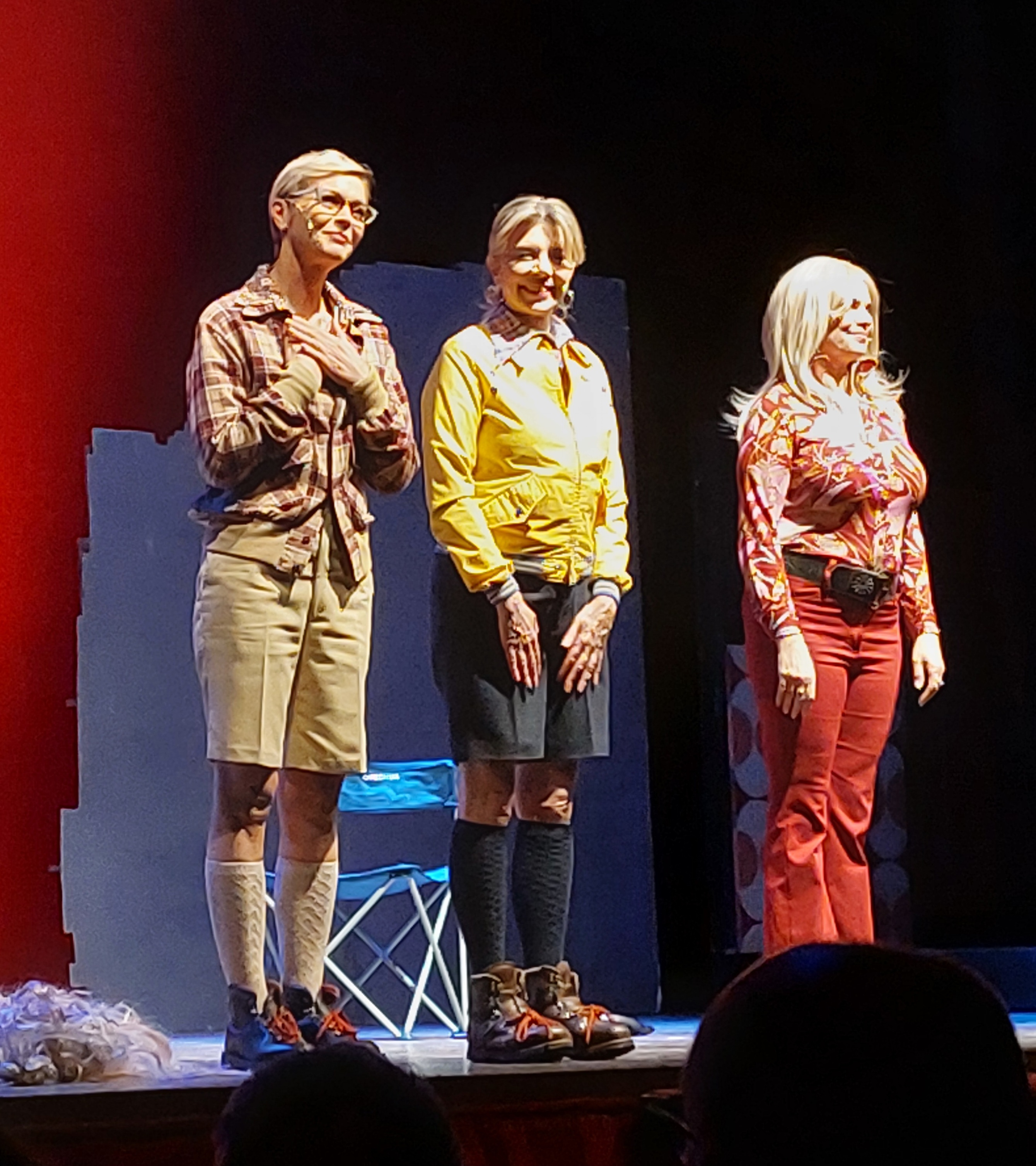
Vittoria Belvedere, Benedicta Boccoli e Debora Caprioglio durante la rappresentazione di Donne in pericolo, Teatro San Domenico di Crema, 1º dicembre 2024.

Oltre al già citato legame con Klaus Kinski, Debora Caprioglio ha avuto una relazione con Geppy Gleijeses tra il 1998 e il 2003. Tinto Brass e Sven-Göran Eriksson hanno entrambi dichiarato di aver avuto brevi relazioni con l'attrice, la quale tuttavia ha negato. Nel 2008 ha sposato l'attore e regista Angelo Maresca dal quale si è separata dopo dieci anni di matrimonio. Si professa cattolica.

## Filmografia

### Cinema

Debora Caprioglio in Paprika (1991)

- Grandi cacciatori, regia di Augusto Caminito (1988)
- Kinski Paganini, regia di Klaus Kinski - accreditata come Debora Kinski (1989)
- La maschera del demonio, regia di Lamberto Bava - accreditata come Debora Kinski (1989)
- Paprika, regia di Tinto Brass (1991)
- Spiando Marina, regia Sergio Martino (1992)
- Saint Tropez - Saint Tropez, regia di Castellano e Pipolo (1992)
- Con gli occhi chiusi, regia di Francesca Archibugi (1994)
- Storie d'amore con i crampi, regia di Pino Quartullo (1995)
- Albergo Roma, regia di Ugo Chiti (1996)
- Ripopolare la reggia (Peopling the Palaces at Venaria Reale), regia di Peter Greenaway (2007)
- Colpi di fulmine, regia di Neri Parenti (2012)
- La finestra di Alice, regia di Carlo Sarti (2013)
- Il pretore, regia di Giulio Base (2014)
- La nostra terra, regia di Giulio Manfredonia (2014)
- Un'avventura romantica, regia di Davide Cavuti (2016)
- Ménage, regia di Angelo Maresca (2018)
- Un marziano di nome Ennio, regia di Davide Cavuti (2021)

### Televisione
- Casa Vianello – serie TV, episodio 4x04 (1993)
- Addio e ritorno, regia di Rodolfo Roberti – film TV (1995)
- Sansone e Dalila (Samson and Delilah), regia di Nicolas Roeg – miniserie TV (1996)
- La quindicesima epistola, regia di José María Sánchez – film TV (1998)
- Non lasciamoci più – serie TV (1999-2001)
- Un maresciallo in gondola, regia di Carlo Vanzina – film TV (2002)
- Posso chiamarti amore?, regia di Paolo Bianchini – miniserie TV (2004)
- Provaci ancora prof! – serie TV, 4 episodi (2005)
- Ricomincio da me, regia di Rossella Izzo – miniserie TV (2005)
- Crimini – serie TV, episodio 1x06 (2007)
- I Cesaroni – serie TV, episodio 3x16 (2009)
- Questo nostro amore – serie TV, 7 episodi (2012-2014)
- Isola Margherita, regia di Vincenzo Badolisani – miniserie TV (2015)[20]

## Programmi televisivi
- Sapore di mare (Canale 5, 1991)
- Conviene far bene l'amore (TivuItalia, 1991-1992)
- Buona Domenica (Canale 5, 2004-2006) - Ospite fisso e coconduttrice
- Afrodite (Alice Home TV, 2006)
- L'isola dei famosi 5 (Rai 2, 2007) - Concorrente
- Premio letterario "La Giara" (Rai 2, 2013-2015) - Lettrice